# استان پومرانی غربی
استان پومرانی غربی (به لهستانی: województwo zachodniopomorskie) یکی از استان‌های ۱۶ گانه لهستان در شمال غربی آن واقع شده‌است و مرکز آن شهر شچچین می‌باشد 

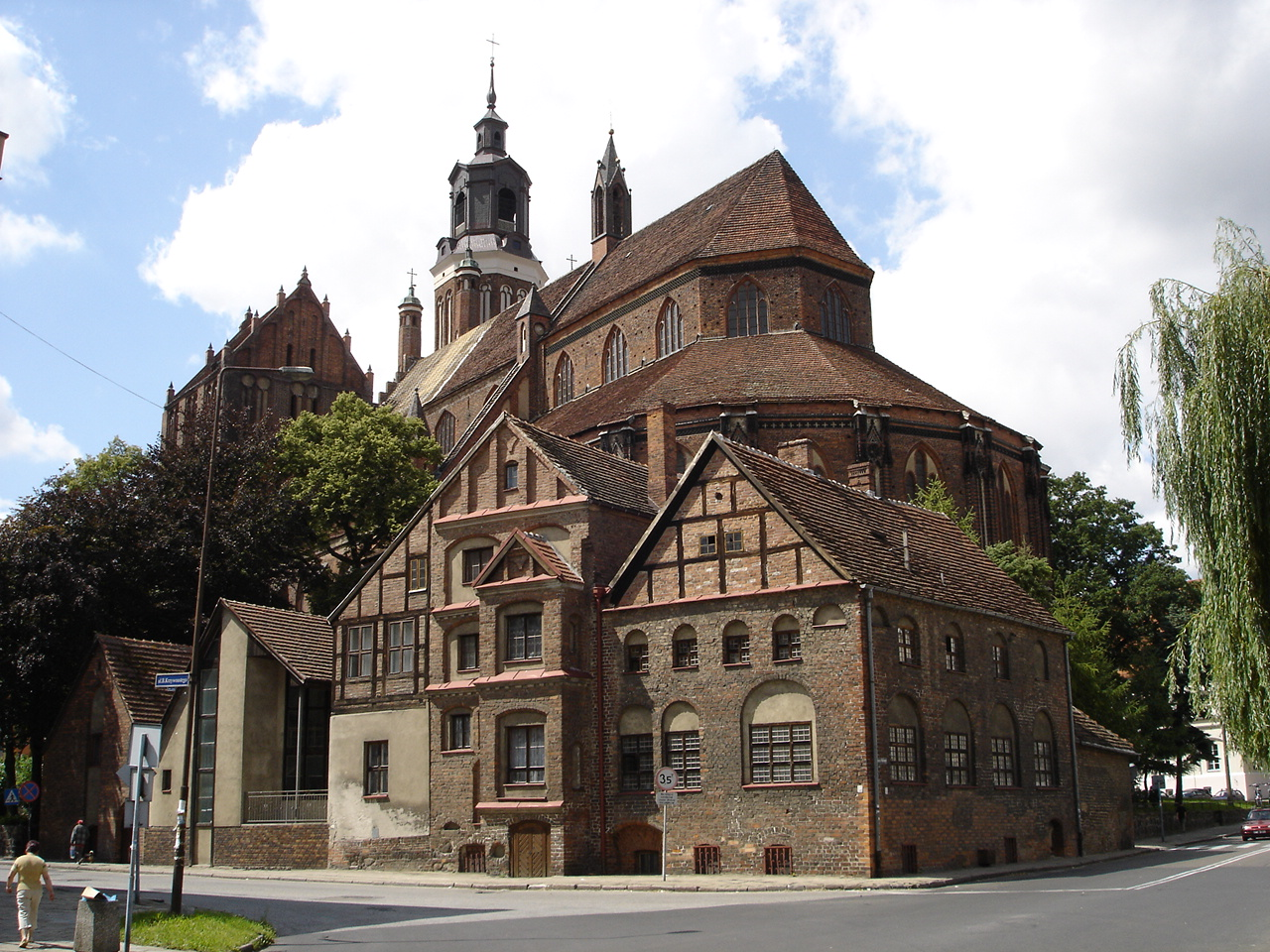

- شچچین
- کشالین
- اشوینواویشچه